# Slag bij Braga
De Slag bij Braga vond plaats op 20 maart 1809 tussen het Franse keizerrijk en het koninkrijk Portugal tijdens de Spaanse Onafhankelijkheidsoorlog.

## Slag
De Britten wisten een tactische overwinning op de Fransen te halen bij de slag bij A Coruña, maar de Britse vloot evacueerde al snel het leger uit Spanje. Doordat de Britten weg waren plande maarschalk Nicolas Jean-de-Dieu Soult een invasie in Portugal. Via Ourense vielen de Franse het land binnen en wisten ze als eerste de plaats Chaves in te nemen. Het Franse leger wachtte een aantal dagen voor ze verder marcheerden naar Braga. In de tussentijd moordde het muitende Portugese hun generaal Bernardim Freire de Andrade waarmee Baron von Eben het commando overnam. Soult wist zonder al te veel moeite het Portugese leger bij Braga te overwinnen. Soult marcheerde verder naar Porto waar de volgende slag plaatsvond.